# Amauronematus semilacteus
Amauronematus semilacteus är en stekelart som först beskrevs av Ernst Gustav Zaddach 1883.  Amauronematus semilacteus ingår i släktet Amauronematus, och familjen bladsteklar. Arten är reproducerande i Sverige.